# مانوئلا زینزبرگر
مانوئلا زینزبرگر (انگلیسی: Manuela Zinsberger؛ زادهٔ ۱۹ اکتبر ۱۹۹۵) بازیکن فوتبال اهل اتریش است.
از باشگاه‌هایی که در آن بازی کرده‌است می‌توان به باشگاه فوتبال زنان بایرن مونیخ و تیم فوتبال زنان آرسنال اشاره کرد.
وی همچنین در تیم‌های ملی فوتبال Austria women's national under-17 football team, Austria women's national under-19 football team، و زنان اتریش بازی کرده‌است.